# La paix vaincra
Pour plus de détails, voir Fiche technique et Distribution.
La paix vaincra (Pokój zdobedzie swiat) est un film documentaire polonais réalisé par Jerzy Bossak et Joris Ivens en 1950 et sorti l'année suivante.

## Fiche technique
- Réalisation : Joris Ivens et Jerzy Bossak

## Distribution
- Bernard Blier : narrateur (version française)